# Чемпионат Азии по международным шашкам среди команд 2025
Чемпионат Азии по международным шашкам среди команд 2025 года планируется провести в Токио (Япония) с 5 по 9 сентября в программах быстрые шашки и блиц. В состав команды войдут четыре спортсмена: мужчина, женщина, девушка до 14 лет, юноша до 14 лет. Это условие касается команд из Казахстана, Китая, Монголии и Узбекистана. Для команд из других стран требуется только наличие 4 участников. Планируется участие 7 команд: Китая, Узбекистана, Монголии, Гонконга, Тайваня, Макао и Японии.

## Регламент
Соревнования проводятся по круговой системе.
Контроль времени:
- Рапид: 15 минут + 5 секунд за ход
- Блиц: 5 минут + 3 секунды за ход

Очки за игры в матче суммируются. Команда за победу в матче получает 2 очка (если сумма очков больше половины), и одно очко при равенстве суммы очков в играх. 